# Vackra Roosen
Den så kallade Vackra Roosen, egentligen Karl Rudolf Roos, född 29 november 1839 i Kungsholms församling i Stockholm, död 3 februari 1912 i Storkyrkoförsamlingen i Stockholm, var en svensk gatutrubadur. Rudolf Roos var under sin samtid välkänd som ett av Stockholms original.

## Biografi
Enligt vad som sades under hans samtid var han son till en skådespelare. Hans far hade bekostat hans utbildning till operasångare, men han hade rymt från Dramatens elevskola på grund av sin rastlösa natur, och sedan försörjt sig på att sjunga och spela på marknader, Djurgårdsslätten och på stockholmsgårdarna. 
Roos ska i själva verket också ha varit utomäktenskaplig son till operaprimadonnan Henriette Widerberg, och bror till Julia Liedberg och Georgina Wilson. Det ska inte ha varit hans far, utan Hyltén-Cavallius, som ska ha hört honom sjunga till ackompanjemang på gatan och ordnat en plats för honom som elev till Operan år 1858. Han sades ha en "hög och vacker tenor samt sjunga med uttryck". Roos tyckte dock illa om disciplinen och reglerna och lämnade snart elevskolan för att leva ett bohemiskt liv. 
Roos var gift med en kvinna som drev klädstånd på Söder, och hade en dotter, som senare bosatte sig i Berlin. Han blev känd i Stockholm som gatutrubadur och original. Han uppträdde tillsammans med en assistent som beskrivs som "en liten puttefnask", som spelade fiol, medan han själv spelade gitarr. Han fick sitt smeknamn/artistnamn på grund av sitt vackra utseende, och var mycket populär. 
Det sades om honom att han "uppträdde med en air, som var det en ren nåd att han gästade en gård och där förskaffade sig en recett. Han var ståtlig, såg rent av bra ut och kastade huvudet tillbaka liksom vore han en världsstorhet." Om hans konstnärskap sades: "Han sjöng med en ganska njutbar röst samt med gott humör. Undra på att allt köksarbete avstannade, ja, att även herrskapena själva kostade på sig att lyssna till den ståtlige trubaduren". 
Han inledde ofta uppträdandet med två kända små visor. Den ena var: 
»Min salig farmor var så rar,
hon hade hundra år på nacken,
hon hade egna tänder kvar
och eget hus i Pelarbacken ...»
En annan känd sång var eller »Petterssons klagan»:
»Hon grälar på mej, hon grälar på mej,
hon gör aldrig annat än grälar på mej ...»
Roosen ska ha behållit sitt vackra utseende till hög ålder, och blev målad av Carl Larsson och modellerad av Carl Eldh. 
Rudolf Roos avled 1912 på S:t Eriks sjukhus i Stockholm. Han är gravsatt på Södra begravningsplatsen.